# Louvre Abu Dhabi
Louvre Abu Dhabi (arabsko اللوفر أبوظبي; francosko Louvre Abou Dabi) je muzej umetnosti na otoku Saadijat v Abu Dabiju v Združenih arabskih emiratih. Izvaja se v skladu s sporazumom med ZAE in Francijo, podpisanim marca 2007, ki dovoljuje uporabo imena Louvre do leta 2037, Louvre pa ga je opisal kot »največji francoski kulturni projekt v tujini.« Gre za približno 24.000 kvadratnih metrov velik objekt, z 8000 kvadratnimi metri galerij, zaradi česar je največji muzej umetnosti na Arabskem polotoku. V muzeju so razstavljena umetniška dela z vsega sveta, z izraženim namenom premostiti vrzel med vzhodno in zahodno umetnostjo.
Do leta 2019 je Louvre Abu Dhabi pritegnil že 2 milijona obiskovalcev, zaradi česar je najbolj obiskan muzej v arabskem svetu.

## Lokacija
Muzej je del 27 milijard ameriških dolarjev vrednega turističnega in kulturnega razvoja otoka Saadijat, ki naj bi hranil skupino kulturnih dobrin svetovnega razreda.
Poleg Louvre Abu Dhabi naj bi to vključevalo: Narodni muzej Zayed, po načrtu Foster and Partners; muzej sodobne umetnosti Guggenheim Abu Dhabi, ki naj bi bil največji Guggenheim na svetu; center uprizoritvenih umetnosti, ki ga je zasnovala Dame Zaha Hadid; pomorski muzej z idejno zasnovo Tadao Ando; in številne umetniške paviljone. Družinska hiša Abrahamic je bila pozneje dodana grozdu, dokončanje pa se pričakuje leta 2022.

## Zgodovina

### Razvoj projekta
Razprave o Louvre Abu Dhabi so se začele junija 2005, ko je delegacija iz Abu Dabija, ki jo je vodil sultan bin Tahnoon al-Nahyan, predsednik uprave za kulturo in dediščino Abu Dabija, obiskala Pariz in se srečala s kolegi v Louvru. Mesec dni pozneje je druga delegacija, v kateri je bil Abdulah bin Zayed Al Nahyan, takratni minister za informiranje in kulturo Združenih arabskih emiratov, razpravljala o projektu s sogovorniki v francoski vladi, vključno z zunanjim ministrom Philippeom Douste-Blazyjem in ministrom za kulturo Renaudom Donnedieujem de Vabresom. Tudi poleti 2005 je prestolonaslednik Abu Dabija Mohamed bin Zayed Al Nahyan francoskemu predsedniku Jacquesu Chiracu poslal pismo o projektu. Uradna pogajanja o projektu med državama so se začela poleti 2006.
Oblasti Abu Dabija so medtem leta 2006 za arhitekta stavbe izbrale Jeana Nouvela, med drugimi projekti znanega po tem, da je zasnoval Inštitut arabskega sveta v Parizu. Sprva so njegovemu podjetju naročili načrtovanje splošnega muzeja klasične umetnosti ali civilizacije, brez posebnega sklicevanja na Louvre, medtem ko so pogovori s francoskimi oblastmi še vedno potekali. Izbiro Nouvela je prvi predlagal Thomas Krens, takratni direktor fundacije Solomon R. Guggenheim in svetovalec Abu Dabija za razvoj otoka Saadijat.
Pogajanja in sam projekt je septembra 2006 javno razkril francoski dnevnik Le Monde. Projekt je sprva sprožil polemiko, vključno z opombo in peticijo proti njemu s strani kustosov Françoise Cachin, Jean Clair in Rolanda Rechta.
Poročali so tudi, da je direktor Louvra Henri Loyrette sprva nasprotoval projektu, ki ga v zgodnji fazi ni zagovarjal ali promoviral v javnosti. Toda položaj Louvra je med pogajanji o pogodbi postal ugodnejši, saj si je uspel zagotoviti znatne koristi.
Sporazum, ki podrobno opisuje partnerstvo in licenčne dogovore, so 6. marca 2007 podpisali predstavniki francoske vlade in vlade ZAE. Ta sporazum je francoski parlament ratificiral 9. oktobra 2007, potem ko je Jacquesa Chiraca na mestu francoskega predsednika zamenjal Nicolas Sarkozy. Tudi po odhodu s predsedniškega položaja je Chirac ostal velik zagovornik projekta.
Ob napovedi leta 2007 naj bi muzej odprli leta 2012. 29. oktobra 2011 je agencija za vodenje projekta, Tourism Development & Investment Company (TDIC), objavila, da bo odprtje muzeja preloženo, vendar ni navedla novega datuma.
Po poročanju časopisov ZAE Gulf News in The National je do zamude prišlo zaradi pregleda gospodarske strategije emiratov. Januarja 2012 je bilo objavljeno, da bo datum odprtja Louvre Abu Dhabi leta 2015.

### Gradnja
Gradbena dela v Louvru Abu Dhabi so se uradno začela 26. maja 2009. Paket del za postavitev pilotov in opremljanje je bil dodeljen nemškemu specializiranemu podjetju Bauer International FZE; skupno 4536 pilotov iz jekla in armiranega betona je bilo dokončanih 3. avgusta 2010.
Gradnjo glavne faze muzeja je v začetku leta 2013 začel konzorcij, ki so ga vodili Arabtec, Constructora San José in Oger Abu Dhabi, po pogodbi v vrednosti 653 milijonov dolarjev. Ta faza je vključevala hidroizolacijo in dve kletni etaži, skupaj s štirimi betonskimi stebri, ki bodo podpirali 7000 ton težko kupolo. Dela na izgradnji galerijskih prostorov in začetne priprave za kupolo so se začela v četrtem četrtletju 2013. 5. decembra 2013 je bil dvignjen prvi element muzejskega nadstreška. 17. marca 2014 je TDIC napovedal dokončanje prve stalne galerijske strukture, da bi obeležili prvo obletnico začetka gradnje. Takrat so trdili, da je bilo opravljenih skupno deset milijonov delovnih ur in porabljenih 120.538 kubičnih metrov betona. 22. septembra 2014 je bil nameščen zadnji super velik element v nadstrešku, ki je pomenil pomemben mejnik v fazi gradnje muzeja. Oktobra je družba The Tourism & Development Investment Company objavila, da je Louvre Abu Dhabi dokončan več kot 50 odstotkov.

### Predogledne razstave
Louvre Abu Dhabi je svojo zbirko prvič začel deliti z javnostjo prek razstave v galeriji One of the Emirates Palace z naslovom »Govoreča umetnost: Louvre Abu Dhabi«. Slovesno sta ga odprla Mohammed bin Zayed Al Nahyan in Nicolas Sarkozy 26. maja 2009, na isti dan, ko so se uradno začela gradbena dela na otoku Saadijat. Na razstavi je bilo predstavljenih prvih 19 pridobitev za institucijo, med drugim mameluški Koran iz 14. stoletja, fibula iz Domagnana iz 5. stoletja, Bellinijeva Devica z otrokom in Mondrianova Kompozicija z modro, rdečo, rumeno in črno iz leta 1922.
Druga razstava, Rojstvo muzeja, je bila odprta v razstavnem prostoru Manarat Al Saadijat maja 2013 in se je končala avgusta istega leta. Prvi obsežni predogled zbirke je predstavljal 130 del, ki jih je pridobila vlada Abu Dabija za stalno zbirko. Vključevali so še nikoli videno delo Picassa, bronastodobni kip iz terakote s Cipra, skupaj z artefakti iz Grčije, Turčije, Japonske in Sirije. 
Maja 2014 so v pariškem Louvru odprli razstavo Rojstvo muzeja, ki vključuje dela, prikazana v Abu Dabiju, in številne nove pridobitve. Predstavljena so bila številna nova dela, vključno s Chirisei Kyubiki japonskega umetnika Kazua Shirage, naslikanim leta 1960.

### Otvoritev in posledice
Muzej so 8. novembra 2017 slovesno odprli francoski predsednik Emmanuel Macron, prestolonaslednik Abu Dabija (in dejanski vladar) Mohammed bin Zayed Al Nahyan ter predsednik vlade ZAE in dubajski emir Mohammed bin Rashid Al Maktoum. Druge osebnosti, ki so bile prisotne na inavguraciji, so bile Mohamed VI. iz Maroka in predsednik Afganistana Ashraf Ghani. Tri dni pozneje so muzej odprli za javnost. V prvem polnem letu delovanja je sprejel več kot milijon obiskovalcev, od tega 30-40 odstotkov prebivalcev ZAE in 60-70 odstotkov iz tujine (predvsem Francije, Nemčije, Kitajske, Združenega kraljestva, ZDA, Indije in držav GCC). ); s tem je leta 2018 postal 77. najbolj obiskan muzej na svetu.
Novembra 2019 je bil obalni bulvar, na katerem stoji muzej na vzhodnem koncu otoka Saadijat, poimenovan po nekdanjem francoskem predsedniku Jacquesu Chiracu, kot priznanje za njegovo vlogo pri projektu in na splošno pri razvoju povezav med Francijo in ZAE.
Februarja 2020 se je odprla restavracija Fouquet's kot glavna gostinska ponudba v muzeju, z menijem, ustvarjenim v sodelovanju s slavnim kuharjem Pierrom Gagnairejem.
¸

## Oblikovanje

### Arhitektura
V fazi začetne konceptualne zasnove v letih 2006–2007  sta Jean Nouvel in njegova ekipa zasnovala muzej kot »navidez lebdečo kupolasto strukturo«; kupola z mrežastim vzorcem omogoča, da sonce prodre skozi. Celoten učinek naj bi predstavljal »sončne žarke, ki prehajajo skozi liste datljeve palme v oazi.« Skupna površina muzeja bo približno 24.000 kvadratnih metrov. Stalna zbirka bo zasedala 6000 kvadratnih metrov, začasne razstave pa bodo potekale na 2000 kvadratnih metrih.

### Inženiring
Inženirji so bili BuroHappold Engineering, ki so zagotavljali multidisciplinarne inženirske storitve v celotnem projektu. Njihovi gradbeni inženirji so realizirali »lebdečo kupolo« iz 7850 aluminijastih zvezd različnih velikosti, ki se sestavljajo v osmih slojih, da ustvarijo perforirano strešno strukturo, ki prepušča sončni svetlobi skozi prostore pod njim. Skupina specialistov geotehničnih in vodnih inženirjev je zasnovala vodotesno klet in bazene za plimovanje v galerijah, da bi ustvarili iluzijo »muzeja v morju«, hkrati pa zaščitili umetnine, artefakte in obiskovalce pred korozivnim morskim okoljem. Gostje, ki obiščejo muzej, lahko odkrijejo 55 stavb, od katerih je 23 umetniških galerij in so zgrajene tako, da izgledajo kot nizka hiša v regiji.

### Iskanje poti
Trijezični sistem za iskanje poti za Louvre Abu Dhabi je zasnoval Philippe Apeloig in je izveden v arabski in latinski pisavi. Frutiger LT je bil izbran za romanska besedila zaradi popolne berljivosti za napise; medtem ko je libanonski tipograf Kristyan Sarkis ustvaril arabsko pisavo po meri, LAD Arabic, ki temelji na klasičnem slogu Naskh in njegovi pisavi Colvert Arabic. Zasnova piktogramov je bila navdihnjena z arhitekturo muzeja, zlasti z abstraktnimi oblikami, ki jih je ustvaril dež svetlobe, ki se filtrira skozi kupolo. Vsak piktogram je kombinacija več teh oblik, ki ustvarjajo silhuete in predmete.

### Javna umetnost
Za odprtje stavbe sta bili naročeni dve javni umetniški deli:
- monumentalna skulptura iz belega apnenca iz Marbelle ameriške umetnice Jenny Holzer na enem od dvorišč stavbe, ki jih pokriva kupola, z obsežnimi graviranimi faksimile odlomkov besedil v treh različnih pisavah: dvojezičnega sumerskega in akadskega mita o stvarjenju (ok. 2000 pr. n. št.), v klinopisu, z glinene ploščice, ki jo hrani Vorderasiatisches Museum Berlin; Muqaddimah, avtor Ibn Khaldun (14. stoletje), v arabščini in arabski pisavi, iz rokopisa, ki ga hrani knjižnica Atif Efendi v Carigradu; in Eseji Michela de Montaigna v francoščini (16. stoletje), v latinici, iz tiskane različice, ki jo hrani občinska knjižnica Bordeaux, z avtorjevimi opombami na roko.
- Kaljenje, instalacija Giuseppeja Penoneja v treh delih: Listje svetlobe, visoko bronasto drevo pod kupolo; Razmnoževanje, plošča koncentričnih krogov v porcelanu, ki temelji na prstnem odtisu ustanovitelja ZAE Zayeda bin Sultana Al Nahyana; in Earth of the World, kompozicija iz keramike z uporabo različnih glin, vse izvirajo iz ZAE.[32]

## Stalne zbirke
Pojavila so se vprašanja o naravi umetniških del, ki bodo prikazana v muzeju. Vendar pa po poročanju The National: »na vrsto in naravo eksponatov, načrtovanih za Louvre Abu Dhabi, ni v nobeni meri vplivalo dejstvo, da bo novi muzej v muslimanski državi, je dejal gospod Loyrette.«[49]
O predmetih in temah smo prosto razpravljali z našimi partnerji v Abu Dhabiju in ni bila vložena nobena zahteva, da bi se takšnim temam izogibali. Razstavna politika bo zastavljena glede odličnosti in visokega standarda kakovosti. Kot nov muzej upamo, da bo Louvre Abu Dhabi del mednarodne skupnosti. — Henri Loyrette
Ugotovljeno je bilo, da bo muzej predstavil dela iz več francoskih muzejev, vključno z Louvrom, Centrom Georges Pompidou, Musée d'Orsay in Versajsko palačo. Vendar je Renaud Donnedieu de Vabres, francoski minister za kulturo, ob objavi izjavil, da pariški Louvre »ne bo prodal nobene od svoje zbirke 35.000 kosov, ki je trenutno na ogled«.
Ne bo posvečen zahodni umetnosti, temveč bo prikazoval vse vrste umetniških stvaritev. Vzpostavila bo dialog med zahodom in vzhodom, med severom in jugom. Kot taka bo umetnost z Bližnjega vzhoda prikazana v Louvru Abu Dhabi. 
Leta 2012 je Louvre Abu Dhabi začel zbirati fotografije in pridobil svoje prve pridobitve na tem področju, vključno z deli Josepha-Philiberta Giraulta de Prangeyja, Rogerja Fentona in Georgea Wilsona Bridgesa. Muzej je pridobil tudi skulpturo baktrijske princese iz tretjega tisočletja pr. n. št., tlak in vodnjak iz zgodnjega osmanskega obdobja, pa tudi sliki Boj mladih fantov (1888) Paula Gauguina in Podjarmljeni bralec (1928) René Magritte.
Nadaljnje podrobnosti o muzejski zbirki ob odprtju so bile razkrite oktobra 2014, s številnimi pomembnimi deli, ki bodo izposojena, vključno z La Belle Ferronnière Leonarda da Vincija in deli Henrija Matissa, avtoportretom Vincenta van Gogha, Napoleonovo prečkanje Alp Louisa Davida in Gare Saint-Lazare Clauda Moneta.
Muzej je 8. decembra 2017 tvitnil, da se veseli razstave Salvator Mundi Leonarda da Vincija. Delo je po rekordni ceni za sliko kupilo ministrstvo za kulturo in turizem Abu Dabija za muzej. Datum za razstavitev tega dela ni bil določen, toda septembra 2018 je bilo razkritje preloženo za nedoločen čas in novice iz januarja 2019 so pokazale, da »nihče ne ve, kje je, in obstaja velika skrb za njegovo fizično varnost.«

### Izbrani eksponati iz stalne zbirke Louvre Abu Dhabi
- 8000 let stari kipi iz ʿAin Ghazal v Jordaniji
- Fibula iz Domagnanskega zaklada, Italija, 5. stoletje
- Babilonski stolp, avtor Abel Grimmer (1595)
- Don Pedro de Tolède poljublja meč Henrika IV. (1820), Jean Auguste Dominique Ingres
- Le Bohémien (1861–62), Édouard Manet
- Igra Bezique, Gustave Caillebotte
- Boj mladih fantov, Paul Gauguin
- Tihožitje s torbo in česnom, Édouard Manet

## Druga literatura
- Koek, Marjolein (6. julij 2007). »The 'Desert Louvre' – a change in museum policy?«. The Business of Art. University of Sydney. Arhivirano iz prvotnega spletišča dne 22. septembra 2018. Pridobljeno 16. septembra 2008.
- Milliard, Coline (8 november 2017). »After Years of Controversy, the Louvre Abu Dhabi's Grand Ambitions Fall Short«. Artsy. Pridobljeno Novembra 12, 2017.{{navedi splet}}:  Vzdrževanje CS1: samodejni prevod datuma (povezava)